# Премия Европейской киноакадемии 2010
European Film Awards 2010 — премия Европейской киноакадемии (нем. Europaischer Filmpreis).

## Лауреаты и номинанты Премии Европейской киноакадемии 2010

### Лучший фильм
- Призрак, режиссёр Роман Полански
- Душевная кухня, режиссёр Фатих Акин
- Тайна в его глазах, режиссёр Хуан Хосе Кампанелья
- Ливан, режиссёр Самуэль Маоз
- Мёд, режиссёр Семих Капланоглу
- О людях и богах, режиссёр Ксавье Бовуа

### Лучшая мужская роль
- Юэн Макгрегор - Призрак
- Луис Тосар - Камера 211
- Якоб Седергрен - Субмарино
- Элио Джермано - Наша жизнь
- Георг Пистереану - Хочу свистеть – свищу!

### Лучшая женская роль
- Сильви Тестю - Лурд
- Зринка Цвитешич - В пути
- Сибель Кекилли - Чужая
- Лотте Вербек - Ничего личного
- Лесли Мэнвилл - Ещё один год

### Лучший режиссёр
- Роман Полански - Призрак
- Оливье Ассаяс - Карлос
- Паоло Вирдзи - Первое прекрасное
- Самуэль Маоз - Ливан
- Семих Капланоглу - Мёд

### Лучшая работа сценариста
- Роман Полански и Роберт Харрис - Призрак
- Хорхе Геррикаэчеваррия и Даниэль Монсон - Камера 211
- Раду Михайляну - Концерт
- Самуэль Маоз - Ливан

### Лучшая операторская работа
- Джиора Бейач - Ливан
- Барыш Озбичер - Мёд
- Каролин Шампетье - О людях и богах
- Павел Костомаров - Как я провёл этим летом

### Лучший монтаж
- Люк Барнье и Мэрион Монньер - Карлос
- Эрве де Люз - Призрак
- Арик Лейбович - Ливан

### Лучшая работа художника-постановщика
- Альбрехт Конрад - Призрак
- Паола Биззарри и Луис Рамирес - Я, Дон Жуан
- Маркку Патила и Яагуп Роомет - Искушение святого Тыну

### Лучший композитор
- Александр Деспла - Призрак
- Паскуале Каталано - Холостые выстрелы
- Гари Йершон - Ещё один год
- Алеш Бржезина - Роза Кавасаки

### Приз международной ассоциации кинокритиков (ФИПРЕССИ)
- Ливан, режиссёр Самуэль Маоз
- Чужая, режиссёр Фео Аладаг
- Ничего личного, режиссёр Урсула Антоняк
- Двойной час, режиссёр Джузеппе Капотонди
- Хочу свистеть – свищу!, режиссёр Флорин Шербан

### Лучший документальный фильм
- Ностальгия по свету, режиссёр Патрисио Гусман
- В парилке жизни, режиссёр Йонас Бергхалл, Мика Хотакайнен
- Броненосец, режиссёр Янус Мец Педерсен

### Лучший анимационный фильм
- Иллюзионист, режиссёр Сильвен Шоме
- Планета 51, режиссёр Хавьер Абад, Маркос Мартинес
- Шевели ластами!, режиссёр Бен Стассен

### Лучший короткометражный фильм
- Ханой-Варшава, режиссёр Катажина Климкевич
- Amor, режиссёр Томас Вангсмо
- Ampelmann, режиссёр Джулио Риччарелли
- Les ecargots de Joseph, режиссёр Софи Роз
- Blif bij me, weg, режиссёр Палома Агилера Вальдебенито
- Ønskebørn, режиссёр Биргитта Стэмозе
- Venus vs Me, режиссёр Натали Тирлинк
- Lumikko, режиссёр Мила Терво
- Tussilago, режиссёр Йонас Оделл
- María's Way, режиссёр Анна Милне
- Talleres clandestinos, режиссёр Каталина Молина
- Rendez-vous à Stella-Plage, режиссёр Шалимар Пройсс
- Diarchia, режиссёр Фердинандо Чито Филомарино
- The External World, режиссёр Дэвид О’Рейли
- Itt vagyok, режиссёр Балинт Сзимлер

### Лучшее совместное производство - Премия Евроимиджа
- Фара Зейнеп Абдулла

### За творчество в целом
- Бруно Ганц

### Премия за достижения в мировом кинематографе
- Габриэль Яред

### Премия зрительских симпатий за лучший европейский фильм
- Господин Никто, режиссёр Жако Ван Дормаль
- Агора, режиссёр Алехандро Аменабар
- Баария, режиссёр Джузеппе Торнаторе
- Воспитание чувств, режиссёр Лоне Шерфиг
- Девушка, которая играла с огнём, режиссёр Даниэль Альфредсон
- Призрак, режиссёр Роман Полански
- Пипец, режиссёр Мэттью Вон
- Холостые выстрелы, режиссёр Ферзан Озпетек
- Маленький Николя, режиссёр Лоран Тирар
- Душевная кухня, режиссёр Фатих Акин